# Masarykův kulturní dům v Mělníku
Masarykův kulturní dům v Mělníku je modernistická budova z roku 1936 stojící v parku na mírném svahu jihovýchodně od centra Mělníku mezi ulicemi Kpt. Jaroše a ulicí Krombholcovou. Hlavní vstup do domu je orientován do ulice 28. října.
Předmětem památkové ochrany od roku 2008 je budova kulturního domu, socha TGM uvnitř budovy a vymezené pozemky.

## Příprava stavby

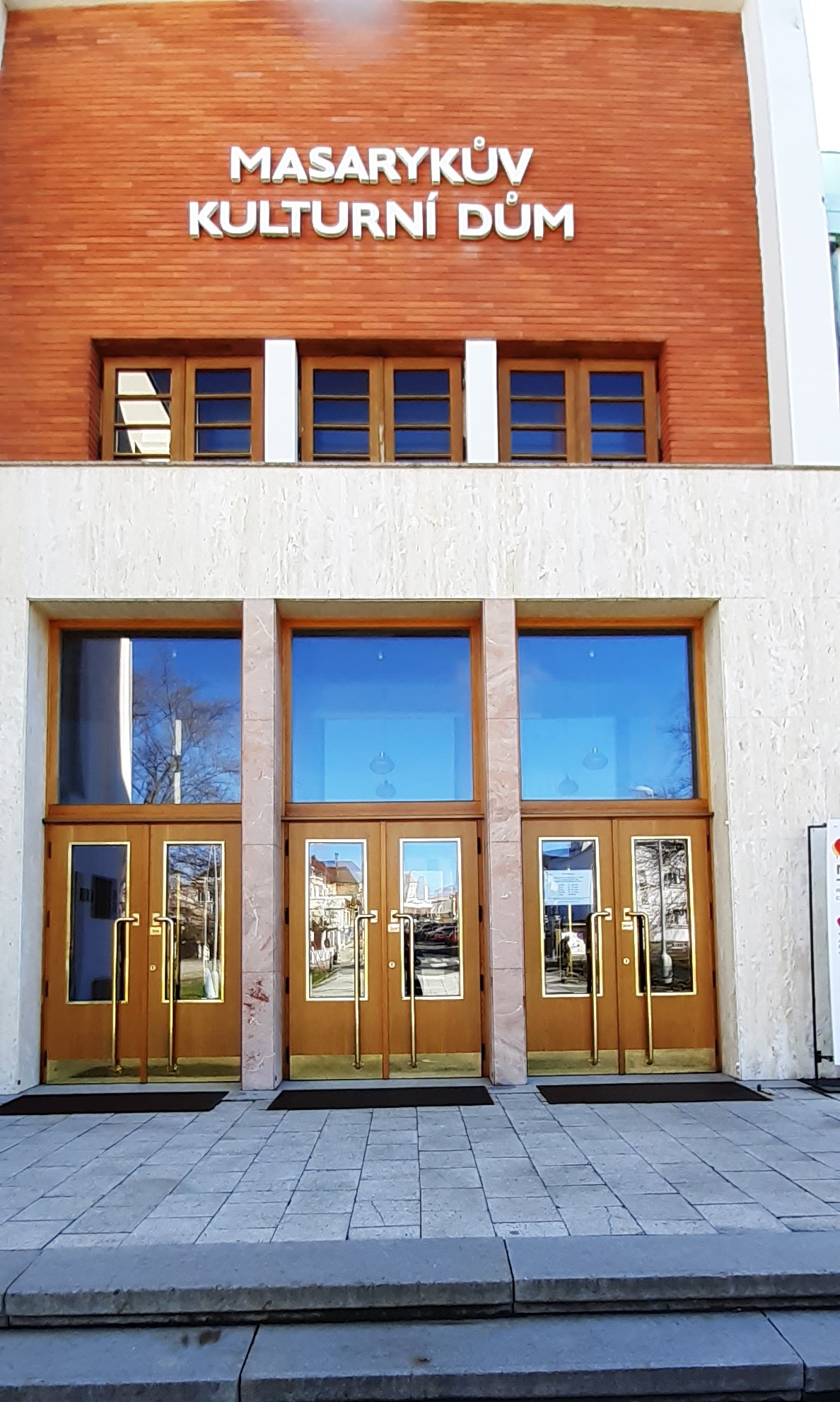
Hlavní vchod

Město pro budovu budoucího kulturního domu zakoupilo pozemek bývalé vinice Šafranice. Současně s budovou byl v okolí vybudován okrasný park, který navrhl Josef Adámek, architekt a profesor Vyšší školy ovocnářsko-vinařské a zahradnické v Mělníku.
Architektonická soutěž na stavbu víceúčelového kulturního domu byla vyhlášena v roce 1930 a zvítězili v ní mělničtí architekti Josef Širc a Bedřich Zeman. Konečný návrh vznikl sloučením s ekonomičtějším návrhem Jana B. Zeleného.
V roce 1932 byl v Mělníku založen Spolek Masarykova kulturního domu na Mělníce, který získával finance na stavbu mj. pořádáním kulturních programů a akcí. Financemi přispívaly místní podniky, instituce i jednotlivci z Mělníka i širšího okolí. Při dostatku financí mohla být stavba zahájena. Slavnosti položení základního kamene se účastnili zástupci mnoha podniků, institucí i návštěvníci z města i okolí; mnozí pomáhali i nadále např. svozem materiálu z širokého okolí města.
Provoz kulturního domu zahájil 28. června 1936 místní divadelní spolek Vojan inscenací hry Ladislava Stroupežnického Naši furianti, současně byla také otevřena výstava s názvem Masarykovo dílo a kulturní snažení na Mělníku.

## Architektura domu

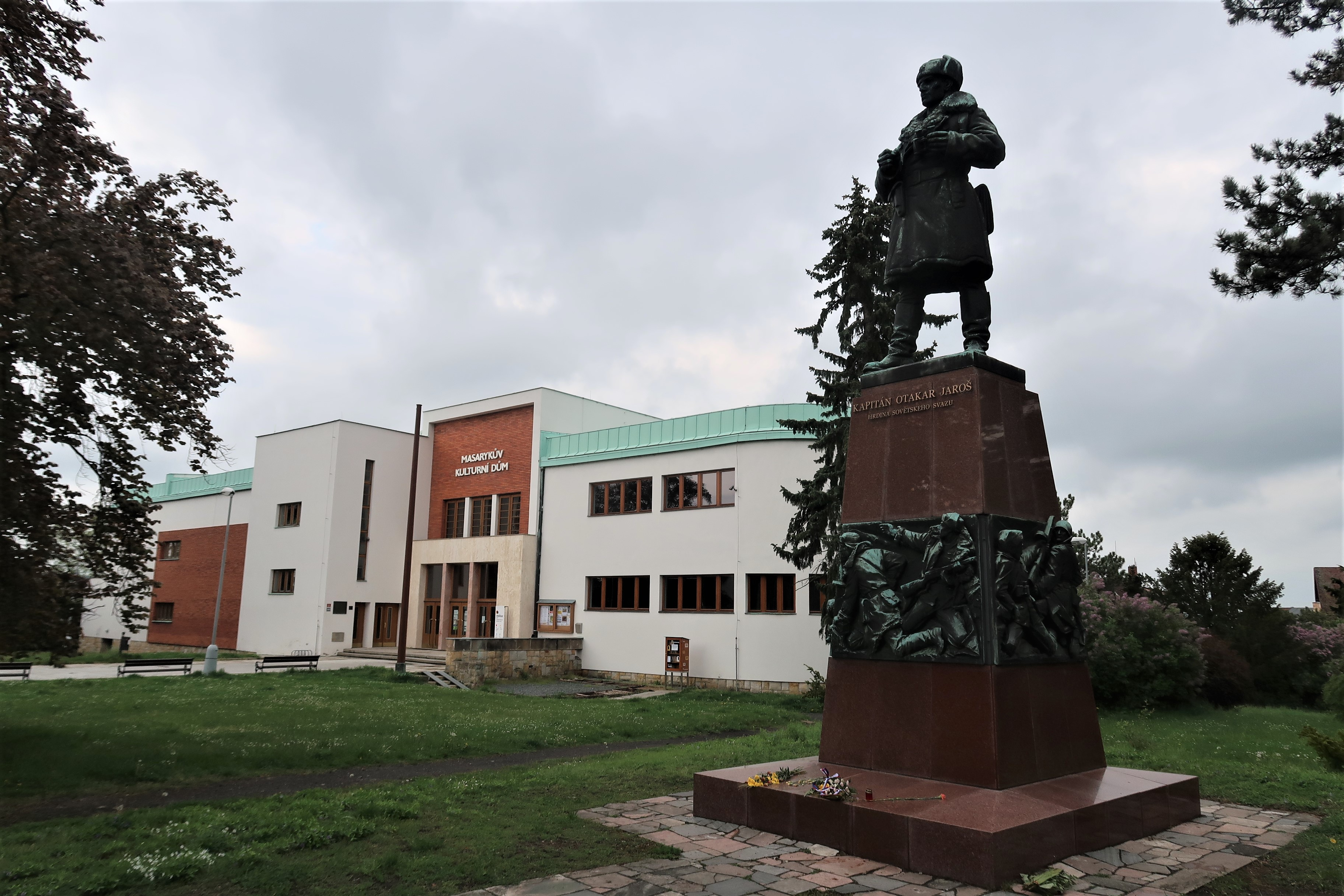
Masarykův kulturní dům se sochou kpt. Jaroše

Dům čp. 321 byl postaven v roce 1936. Jednomu z architektů návrhu stavby architektu Janu B. Zelenému patří zásluha o rozvoj města ve třicátých letech: byl přednostou městského stavebního úřadu a autorem městského regulačního plánu z roku 1936.
Cihlová budova obdélného tvaru má železobetonové stropy. Několika úrovňová plocha střechy z ocelových vazníků je pokryta měděnou krytinou.
Hlavní vstup v západním průčelí je zakomponován do převýšeného půdorysně mírně předstupujícího rizalitu. Jednoduchý portál je tvořen hladkým překladem s podpěrami a obložený kamennými deskami. Vstupní dveře jsou zasazeny do trojdílné skleněné výplně. Vlevo od vstupních dveří je umístěna kovová pamětní deska se základními informacemi o stavbě.
Z členité pravoúhlé obdélné budovy vystupuje půlkruhový útvar na jižní straně budovy. Fasády jsou kombinací břízolitu a zdiva z červených cihel, doplňky fasády jsou z mědi, dřeva a kamene. Fasádu vchodu se třemi schody zdobí plocha z červených cihel zasazená do omítkového rámce. Zajímavost architektonické skladby podtrhují různé materiály použité na fasádě.

## Využití objektu
Objekt kulturního domu byl projektován a chystán a po jejím otevření využíván jako víceúčelový dům, ve kterém byly propojeny prostory určené pro různé aktivity. V budově byl rozlehlý divadelní sál využíván současně jako kinosál, muzeum, veřejná knihovna a čítárna, malý koncertní sál a víceúčelové salónky.
V dalších letech do činnosti domu zasahovalo aktuální politické a kulturní dění. Dům byl v roce 1952 přejmenován podle místního rodáka na Kulturní dům kapitána Otakara Jaroše (Jarošova socha stojí před domem) a dále se podílel na pořádání kulturních a politických akcí města.
Knihovna byla v sedmdesátých letech 20. století z budovy přemístěna do jiných prostor města, muzeum bylo po roce 1948 přemístěno do zámku (dnes sídlí na náměstí v bývalém kapucínském hospicu).
V roce 1982 se v domě natáčel film Jak svět přichází o básníky.

## Interiér kulturního domu
Vnitřní prostory jsou vzhledem k účelům velmi členité.
Interiér kulturního domu je rozdělen do tří částí, střední část je vstupní hala, v jižní části byly umístěny výstavní prostory a knihovna s čítárnou, v severní části bylo situováno divadlo se svým zázemím. V obou podlažích je stejná půdorysná dispozice.
Velkorysá vstupní hala navazuje na osu ulice 28. října, odkud vede monumentální schodiště do 1. patra se sochou Tomáše Garrigue Masaryka na podestě od sochaře Vincence Makovského. Socha symbolicky znázorňovala symbolický vrchol ideje, kterou měl kulturní dům zhmotňovat jako "centrum vzdělání, kultury a pokroku v nové republice a osobě prezidenta."
Je zde také pocta obětem první světové války: na bílé mramorově stěně za sochou prezidenta je vyryto 200 jmen mělnických občanů padlých za první světové války.

## Pozdější úpravy
Za dobu své historie prošel dům několika úpravami, které částečně potlačily původně zamýšlený architektonický účinek, celková kulturní a architektonická hodnota však nebyla zmenšena. Stavbě neprospěla současná okolní parková úprava, která ji vzrostlými stromy poněkud zakrývá, a ani blízká okolní zástavba. Také zvýšení okolního terénu způsobuje, že budova ztrácí část své lehkosti a velkoleposti. Nevhodně byl přesunut na budově i hlavní nápis.
Při poslední rekonstrukci v roce 2007 byl rekonstruován vstupní portál, vyměněny dveře a okna.

## Socha T. G. Masaryka
Původní socha z roku 1936 se nezachovala, byla v průběhu druhé světové války zničena, po válce byla nahrazena sádrovým odlitkem odstraněným v padesátých letech 20. století a na uvolněné místo umístěna busta kapitána Jaroše.
Dnešní socha v nadživotní velikosti byla vyrobena v roce 2002 podle originální formy uložené v kulturním domě. Socha z černé leštěné žuly je umístěná na vyšším podstavci. Postava prezidenta je sochařem zachycena ve starším věku se založenýma rukama za zády a lehce předkloněnou hlavou, je to realistický portrét. Krásně je zachycena tvář s propadlými tvářemi a hlubokými vráskami. Socha od Vincence Makovského patří k nejzdařilejším portrétním figurám tohoto prezidenta.

## Památková hodnota
Kvalitou Masarykův kulturní dům vysoce převyšuje běžnou funkcionalistickou tvorbu třicátých let 20. století. Významná je i mnohoúčelnost stavby, která byla pro město velikosti Mělníka ve své době neobvyklá.